# Іль-Фош
Іль-Фош — другий за величиною острів архіпелагу Кергелен з площею 206,2 км² і протяжністю з півночі на південь 28 км. Він відокремлений від головного острова вузьким каналом, на заході — островом Сен-Ланн Грамон, а на сході — островом Хоу. Всередині країни і в північно-східній частині посушливих районів височіють гірські хребти висотою 400—600 м, кульмінацією яких є 687-метрова вершина Піраміда Мексикайн .
Острів має особливе екологічне значення, тому що, на відміну від острова Кергелен, на остів не ступала нога людини, тому первісна, майже незаймана екосистема збереглася. Також немає хребетних тварин, завезених людьми (кішок, кроликів та мишей), які могли б завдати шкоди природній рослинності чи птахам. Для підтримки цієї умови кількість відвідувачів острова також обмежена.